# Хунвейбин
Хунвейб̀ини (на традиционен китайски: 紅衛兵, на опростен китайски: 红卫兵, на пинин: Hóng Wèi Bīng) или „червеногвардейци“ са участници в китайската Културна революция през 1960-те години.
Това са били необразовани младежи, на които е внушено, че те ще управляват страната, която е превзета от учени и партийци. Така наречените „революционни комитети“ започват масов терор и разгром на партийните комитети, науката и културата, и религиозни символики.
След като с помощта на хунвейбините се справя с опонентите си, Мао Дзъдун обявява края на Културната революция. Хунвейбините стават непотребни, защото са пропуснали да се образоват или да добият професия. През 1969 г. те са изселени в селските райони.